# Эреншёльд, Нильс
Нильс Эреншёльд (швед. Nils Ehrenschiöld; 11 мая 1674, Або — 2 ноября 1728, Карлскруна) — шведский адмирал.

## Биография
Родился 11 мая 1674 года в Або в семье ландсхёвдинга Юхана Нильссона Эреншёльда и Катарины Раск. Морскую карьеру начал в возрасте 18 лет. С 1700 года в качестве капитана корабля участвовал в Северной войне. В ноябре 1708 года его судно «Норрчёпинг» потерпело кораблекрушение возле Дагё, однако ему удалось после двух дней пребывания на разбитом остове корабля спасти команду от гибели.
Как отмечает А. А. Раздолгин, до поражения в Гангутском морском бою адмирал Эреншёльд проводил успешные рейдерские операции против российского флота на Балтике 2. 

### Гангутское сражение
27 июля (7 августа) 1714 года находившийся тогда в звании шаутбенахта Эреншельд, командуя 7 шхерными судами (18-пушечный фрегат «Элефант», три 16-пушечные и три 12-пушечные галеры и три шхербота), занял позицию к северу от Ханко (Гангут). После того как он отверг требование адмирала Фёдора Матвеевича Апраксина сдаться, он был атакован русскими галерами, значительно превосходившими его числом. Их первая атака была отбита огнём корабельной артиллерии. Захватить шведские корабли русским удалось лишь после ожесточенного боя. Раненый Эреншёльд попал в плен. А в Энциклопедическом словаре Брокгауза и Ефрона написано что 27 июля 1714 года авангард Армейского Русского флота под начальством шаубенахта Петра Михайлова атаковал и взял на абордаж шведскую эскадру из 10-ти судов (один фрегат, 6 галер и три шхербота), причём взят был в плен шведский контр-адмирал Н. Эреншильд.
Впрочем, санкт-петербургский исследователь П. А. Кротов, исследовав архивные документы, указал на ряд неточностей в традиционном восприятии битвы. Он показал, что атак в битве было не три, а одна (миф о трёх атаках создан шведами для показания их упорного сопротивления). Результаты исследования учёный изложил в монографии «Гангутская баталия 1714 года».

### В плену
В 1716 году он был произведён в вице-адмиралы, однако оставался в плену вплоть до заключения мира в 1721 году. При освобождении из плена Пётр I в качестве признания его мужества подарил Эреншёльду свой портрет, украшенный драгоценными камнями. В этом же году он был произведён в адмиралы и назначен в Карлскруну директором экономической части Адмиралтейства.
Умер 2 ноября 1728 года в Карлскруне.

## Семья
С 1703 года был женат на дочери адмирала Корнелиуса Анкаршерны баронессе Ловисе Анкаршерне.